# Міжнародний альянс пам'яті жертв Голокосту

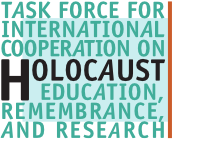
колишній логотип організації

Міжнародний альянс пам’яті жертв Голокосту, МАПЖГ (англ. International Holocaust Remembrance Alliance, IHRA), до січня 2013 року відома як Цільова група з міжнародного співробітництва в галузі освіти, пам’яті та дослідження Голокосту або ITF — це міжурядова організація, заснована в 1998 році, яка об'єднує уряди та експертів для зміцнення, просування й сприяння освіті, дослідженню та пам’яті про Голокост у всьому світі та підтримувати зобов’язання Декларації Стокгольмського міжнародного форуму про Голокост. МАПЖГ налічує 34 країни-члени, одну країну зв’язку та сім країн-спостерігачів.
Організацію заснував тодішній прем’єр-міністр Швеції Йоран Перссон у 1998 році. З 26 по 28 січня 2000 року відбувся Стокгольмський міжнародний форум, присвячений Голокосту, який зібрав високопоставлених політичних лідерів і офіційних осіб із понад сорока країн для зустрічі з громадськими та релігійними лідерами, постраждалими, освітянами та істориками. Лауреат Нобелівської премії Елі Візель був почесним головою Форуму, а професор Єгуда Бауер був старшим науковим радником форуму.
МАПЖГ здійснює внутрішні проекти, намагається впливати на формування державної політики з питань, пов’язаних з Голокостом, і розвиває дослідження, зосереджені на менш відомих аспектах Голокосту. МАПЖГ прийняла робоче визначення антисемітизму в 2016 році і з тих пір просуває його.
4 липня 2022 року комісар із питань антисемітизму федерального уряду Німеччини Фелікс Кляйн закликав Україну долучитися до Міжнародного альянсу пам’яті про Голокост після заяв українського посла Андрія Мельника про Степана Бандеру.

## Передумови
Після опитування 1997 року, яке показало, що багатьом школярам бракує знань про Голокост, а також під впливом свого особистого досвіду відвідування місця колишнього концентраційного табору Нойенгамме поблизу Гамбурга, прем’єр-міністр Швеції Ґоран Перссон вирішив розпочати дебати в парламенті про Голокост. Освіта про Голокост у Швеції. Результатом цього стала шведська інформаційна кампанія під назвою Levande Historia. Усвідомлюючи, що «боротьба з невіглаством про Голокост вимагає міжнародного партнерства», Перссон також звернувся до президента США Білла Клінтона та прем’єр-міністра Великої Британії Тоні Блера з проханням підтримати створення міжнародної організації для підтримки освіти, пам’яті про Голокост, і дослідження в усьому світі.

## Історія
МАПЖГ була заснована в 1998 році Перссоном як Робоча група з міжнародного співробітництва з питань освіти, пам’яті та дослідження Голокосту (ITF). Його перше засідання відбулося у травні 1998 року. Дослідник Голокосту Єгуда Бауер взяв на себе роль наукового радника. У 1998 році до ініціативи приєдналися Німеччина та Ізраїль, а в 1999 році — Нідерланди, Польща, Франція та Італія.
У 2013 році ITF змінила назву на Міжнародний альянс пам'яті жертв Голокосту (МАПЖГ). Логотип МАПЖГ, також прийнятий у 2013 році, був розроблений відомим архітектором Даніелем Лібескіндом.

### Стокгольмський міжнародний форум про Голокост
26–28 січня 2000 року відбувся Стокгольмський міжнародний форум з Голокосту, присвячений 55-й річниці визволення Освенціма 27 січня 1945 року. У ньому взяли участь історики, політики, глави держав із 45 країн. Єгуду Бауера запросили очолити академічний комітет, а лауреата Нобелівської премії професора Елі Візеля попросили стати почесним головою Форуму. Одноголосно була прийнята спільна декларація — Стокгольмська декларація. Як зазначає німецький соціолог Гельмут Дубіель, конференція «відбулася в атмосфері насильства правих і вражаючого успіху правих партій на виборах. Тим не менш, кінець тисячоліття і річниця Аушвіца стали точкою відліку для заснування транснаціонального союзу для боротьби з геноцидом».
Після першого Форуму про Голокост конференції Стокгольмського міжнародного форуму були скликані ще тричі на теми: Боротьба з нетерпимістю 2001; Правда, справедливість і примирення 2002; Запобігання геноциду 2004.

#### Декларація Стокгольмського міжнародного форуму про Голокост
Декларація (не плутати зі Стокгольмською декларацією 1972 року, прийнятою ООН) є установчим документом МАПЖГ. Він складається з восьми параграфів, які підкреслюють важливість освіти, пам’яті та дослідження Голокосту.
 
Декларація виступає за необхідність відстоювати «жахливу правду про Голокост проти тих, хто її заперечує», і зберігати пам’ять про Голокост як «пробний камінь у нашому розумінні здатності людини до добра і зла». Згідно з декларацією, «міжнародне співтовариство поділяє урочисту відповідальність за боротьбу» з «геноцидом, етнічними чистками, расизмом, антисемітизмом і ксенофобією».

## Держави-члени
| Держави-члени   | Рік приєднався |
| --------------- | -------------- |
| Аргентина       | 2002 рік       |
| Австралія       | 2019 рік       |
| Австрія         | 2001 рік       |
| Бельгія         | 2005 рік       |
| Болгарія        | 2018 рік       |
| Канада          | 2009 рік       |
| Хорватія        | 2005 рік       |
| Чехія           | 2002 рік       |
| Данія           | 2004 рік       |
| Естонія         | 2007 рік       |
| Фінляндія       | 2010 рік       |
| Франція         | 1999 рік       |
| Німеччина       | 1998 рік       |
| Греція          | 2005 рік       |
| Угорщина        | 2002 рік       |
| Ірландія        | 2011 рік       |
| Ізраїль         | 1998 рік       |
| Італія          | 1999 рік       |
| Латвія          | 2004 рік       |
| Литва           | 2002 рік       |
| Люксембург      | 2003 рік       |
| Нідерланди      | 1999 рік       |
| Норвегія        | 2003 рік       |
| Польща          | 1999 рік       |
| Португалія      | 2019 рік       |
| Румунія         | 2004 рік       |
| Сербія          | 2011 рік       |
| Словаччина      | 2005 рік       |
| Словенія        | 2011 рік       |
| Іспанія         | 2008 рік       |
| Швеція          | 1998 рік       |
| Швейцарія       | 2004 рік       |
| Велика Британія | 1998 рік       |
| США             | 1998 рік       |

Уряд будь-якої країни-члена ООН може подати заявку на членство в МАПЖГ. За умови схвалення Пленарним засіданням заявник спочатку буде прийнятий як країна-спостерігач і може брати участь як такий у Робочих групах і Пленарному засіданні. Країна-кандидат повинна встановити День пам’яті жертв Голокосту (27 січня або іншу дату на вибір країни-кандидата). Уряд також повинен продемонструвати чітку державну політику щодо освіти щодо Голокосту на вищому політичному рівні та переконати МАПЖГ, що його архіви, що стосуються періоду Голокосту (1933—1950), відкриті для досліджень і що існує або буде академічна, освітньо-громадська експертиза історичного минулого країни періоду Голокосту.

## Держави-спостерігачки та зв'язкові країни
Країни, які подають заявку на членство в МАПЖГ, спочатку приймаються як спостерігачі за умови затвердження Пленарним засіданням і беруть участь як такі в Робочих групах і Пленарному засіданні.
|                      | Статус      |
| -------------------- | ----------- |
| Бразилія             | Спостерігач |
| Албанія              | Спостерігач |
| Боснія і Герцеговина | Спостерігач |
| Сальвадор            | Спостерігач |
| Молдова              | Спостерігач |
| </img> Монако        | Спостерігач |
| Нова Зеландія        | Спостерігач |
| Північна Македонія   | Зв'язковий  |
| Туреччина            | Спостерігач |
| Уругвай              | Спостерігач |

24 червня 2022 року Нова Зеландія приєдналася до МАПЖГ як спостерігач. У той час як Єврейська рада Нової Зеландії та Центр Голокосту Нової Зеландії привітали цю заяву як засіб боротьби з расизмом і антисемітизмом, голова палестинської мережі солідарності Аотеароа Джон Мінто заявив, що прийняття визначення МАПЖГ змусить замовкнути критику нібито ізраїльських прав людини. зловживань проти палестинців.

## Публікації
МАПЖГ опублікував серію книг, пов’язаних з Голокостом, разом із Metropol Verlag у Берліні. Поточні томи серії публікацій МАПЖГ  є
- Дослідження в галузі викладання та вивчення Голокосту: діалог поза межами (березень 2017 р.). [24] Дослідження емпіричного дослідження викладання та вивчення Голокосту п’ятнадцятьма мовами. Багатомовний фокус проекту дозволяє проводити міжкультурний аналіз і передавати знання між різними регіонами та країнами.

- Спостерігачі, рятувальники чи злочинці? Нейтральні країни і Шоа (березень 2016).[25] Том пропонує транснаціональний, порівняльний погляд на різноманітну реакцію нейтральних країн на нацистські переслідування та вбивства європейських євреїв. Він досліджує часто неоднозначну політику цих держав щодо єврейських біженців, а також щодо своїх власних євреїв, які проживають в окупованих Німеччиною країнах. Руйнуючи стійкі міфи, цей том сприяє більш тонкому розумінню недостатньо дослідженого розділу історії Голокосту, а також розглядає проблеми та можливості, пов’язані з освітою та пам’яттю про Голокост у нейтральних країнах.

- Місця вбивств – дослідження та пам’ять (березень 2015).[26] Понад 2 000 000 євреїв були розстріляні під час Голокосту на кількох тисячах місць масових убивств по всій Європі. Видання має на меті підвищити обізнаність про цей надзвичайно важливий аспект Голокосту шляхом об’єднання організацій та осіб, які займаються цією темою. Ця публікація є першою відносно повною та актуальною антологією на цю тему, яка відображає як дослідження, так і польову роботу на місцях вбивств.

## Організаційна структура

### Ротаційне головування
Головування МАПЖГ змінюється щорічно між країнами-членами. Голова проводить пленарні засідання МАПЖГ до двох разів на рік у своїй країні. Кожна країна організовує та оплачує зустрічі, які відбуваються в рік її головування. У 2018 році очолила Італія, у 2019 році, Люксембург, у 2020 році — Німеччина, у 2021 — Греція.

### Постійний офіс
Постійний офіс МАПЖГ (PO) було створено 11 березня 2008 року в Берліні, Німеччина. Виконавчим секретарем МАПЖГ є Кетрін Мейер, яка керує PO. PO було створено для забезпечення наступності між головуваннями МАПЖГ та для управління адміністративною діяльністю МАПЖГ. Основні обов’язки PO включають надання допомоги головам, робочим групам, делегаціям та іншим органам МАПЖГ, сприяння внутрішньому та зовнішньому зв’язку та адміністрування Програми грантів.

### Делегації
Кожна країна-член і спостерігач МАПЖГ формує делегацію, яку призначає її уряд. Голова делегації (HoD) - для більшості країн дипломат або інший державний службовець - координує національну делегацію в МАПЖГ та представляє свою країну на пленарних сесіях МАПЖГ. Делегація також може складатися з експертів у галузі освіти Голокосту, наукових кіл, музеїв і меморіалів, а також загальних комунікацій, які беруть участь у відповідних робочих групах (РГ).

## Робочі групи
МАПЖГ створила низку робочих груп, що складаються з представників уряду та інших експертів з кожної країни-члена, які працюють разом, щоб обмінюватися кращими практиками та розробляти рішення для винесення на пленарне засідання МАПЖГ.
Академічна робоча група (АРБ)
Академічна робоча група (АРГ) здійснює просування досліджень Голокосту, розширення доступу та організацію досліджень архівів, а також заохочення міжнародної співпраці в галузі досліджень і наук. АРГ сприяла відкриттю архіву Міжнародної служби розшуку в Бад-Аролсоні, який містить близько 70 мільйонів сторінок документів, що стосуються долі понад 17 мільйонів жертв Другої світової війни.
Робоча група з питань освіти (РГПО)
Робоча група з питань освіти (РГПО) надає консультації та експертні знання з питань найкращих освітніх практик, а також співпрацює з країнами-членами та партнерами по проекту щодо розвитку освіти. EWG розробила широкий спектр методичних рекомендацій.
Робоча група з меморіалів і музеїв (РГММ)
Робоча група з меморіалів і музеїв (РГММ) допомагає мобілізувати підтримку та експертний досвід для меморіалів Голокосту та пов’язаних з ними місць пам’яті, вона збирає інформацію про меморіали та сприяє комунікації та обміну між меморіальними місцями та музеями. РГММ розробила Міжнародну хартію меморіалу та музею. МАПЖГ також відіграла важливу роль у кампанії проти знищення місця колишнього концтабору Гузен в Австрії, яке тепер буде збережено як меморіал.
Робоча група з комунікацій (РГК)
Комунікаційна робоча група (РГК) надає цільовим групам МАПЖГ інформацію про МАПЖГ та його ініціативи, забезпечує ефективну комунікацію між членами МАПЖГ та інформує внутрішню та зовнішню аудиторію про події в галузі освіти, пам’яті та дослідження Голокосту.

## Комітети
МАПЖГ має три тематичні комітети, які об’єднують експертів з усіх робочих груп для розгляду тем, які представляють сучасний інтерес для МАПЖГ.

### Комітет з антисемітизму та заперечення Голокосту
Комітет з питань антисемітизму та заперечення Голокосту був створений для боротьби зі сплеском антисемітизму та заперечення та тривіалізації Голокосту. Двома ключовими досягненнями Комітету є «Робоче визначення заперечення та спотворення Голокосту» (прийняте на жовтневому пленарному засіданні 2013 року) та «Робоче визначення антисемітизму».

#### Робоче визначення антисемітизму
У 2016 році МАПЖГ прийняла робоче визначення антисемітизму, вперше опубліковане EUMC у 2005 році. МАПЖГ прийняла Робоче визначення антисемітизму на пленарному засіданні в 2016 році. 1 червня 2017 року Європейський парламент проголосував за ухвалення резолюції, яка закликає країни-члени Європейського Союзу та їхні установи прийняти та застосовувати визначення. Юридично необов’язкове робоче визначення містить ілюстративні приклади антисемітизму, якими керується МАПЖГ у своїй роботі. Ці приклади включають класичні антисемітські образи, заперечення Голокосту та спроби застосувати подвійні стандарти до Держави Ізраїль. Численні урядові та інші організації прийняли визначення МАПЖГ. Проте робоче визначення було розкритиковане деякими як занадто широке, що змішує антисіонізм з антисемітизмом.

### Комітет з геноциду ромів
Комітет з питань геноциду ромів має на меті посилити зобов’язання країн-членів МАПЖГ просвітницьким та дослідницьким процесом геноциду ромів та пам’ятати про нього. Приклади ключових матеріалів, розроблених Комітетом, включають Бібліографічний та історіографічний огляд і Огляд міжнародних організацій, які працюють над історичними та сучасними проблемами, пов’язаними з геноцидом ромів.

### Комітет з питань Голокосту, геноциду та злочинів проти людства
Комітет з питань Голокосту, геноциду та злочинів проти людяності був створений для підтримки педагогів, які вирішили пов’язати Голокост з іншими геноцидами та злочинами проти людства. Головним досягненням Комітету є нещодавно завершене дослідження «Питання порівняння: Голокост, геноциди та злочини проти людства»; Аналіз та огляд порівняльного літературознавства та програм  Комітет також нещодавно завершив робочий документ під назвою «Історія ніколи не повторюється, але іноді вона римується: порівняння Голокосту з різними звірствами».  Цей робочий документ має на меті дослідити, що ми маємо на увазі під «порівнянням», коли пов’язуємо Голокост з іншими геноцидами та злочинами проти людства.

## Постійні міжнародні партнерські організації
Наразі організація має сім постійних міжнародних партнерських організацій, які мають статус спостерігачів у МАПЖГ: ООН, ЮНЕСКО, ОБСЄ/БДІПЛ, Міжнародна служба розшуку (ITS), Агентство Європейського Союзу з основних прав (FRA), Рада Європи, і Claims Conference.
МАПЖГ офіційно оформила свої відносини з Радою Європи та з Бюро з демократичних інститутів і прав людини Організації з безпеки та співробітництва в Європі у 2010 році.

## Багаторічний план роботи МАПЖГ
Багаторічні робочі плани (MYWP) були розроблені, щоб дозволити МАПЖГ виконувати конкретні проекти протягом більш тривалого періоду часу. Зараз існує чотири MYWP:
- MYWP щодо доступу до архівів[47] спрямована на підтримку відкритого доступу до архівів у країнах-членах МАПЖГ, як передбачено Стокгольмською декларацією. У 2015 році MYWP підтримала голову МАПЖГ у забезпеченні спеціального винятку для матеріалів, пов’язаних із Голокостом, у Загальному регламенті ЄС щодо захисту даних.
- MYWP on Education Research[48] має на меті надати огляд знань, отриманих з емпіричних досліджень про викладання та вивчення Голокосту. MYWP провела конференцію в лютому 2016 року та опублікувала книгу « Дослідження у викладанні та навчанні про Голокост». Діалог за межами кордонів у березні 2017 року.
- MYWP у дні пам’яті жертв Голокосту[49] прагне координувати візити представників МАПЖГ для участі в пам’ятних церемоніях у країнах-членах МАПЖГ та країнах-спостерігачах. У 2015 році круглий стіл відбувся в Будапешті, а в 2017 році відбулися візити до Скоп’є та Софії.
- MYWP on Killing Sites[50] присвячена дослідженню, увічненню та збереженню місць масових розстрілів. У 2015 році MYWP опублікувала книгу під назвою Killing Sites – Research and Remembrance.

## Програма грантів МАПЖГ
МАПЖГ надає фінансову підтримку проєктам, пов’язаним із сферами його мандату. Поточна Грантова стратегія організації включає дві програми:
- Розробіть стратегію Днів пам’яті жертв Голокосту таким чином, щоб надати цим подіям сутності, справжнього значення та освітньої цінності.
- Підвищувати обізнаність і сприяти дослідженню причин Голокосту, його рушійних сил і механізму, зосереджуючись на запобіганні геноциду, етнічних чисток, расизму, антисемітизму та ксенофобії.

## Критика

### Норвезьке головування та Кнут Гамсун
МАПЖГ зіткнувся з критикою з боку ряду громадських і академічних єврейських груп і осіб у зв’язку з головуванням Норвегії в 2009 році. Головування співпало із суперечливим рішенням Норвегії відзначити 150-річчя від дня народження Кнута Гамсуна, норвезького лауреата Нобелівської премії, а пізніше симпатика нацизму. Доктор Манфред Герстенфельд, голова Єрусалимського центру зв’язків з громадськістю, кинув виклик головуванню Норвегії в МАПЖГ, стверджуючи, що «ця країна непридатна займати таку посаду, коли в тому ж році вона провела великі заходи в пам’ять шанувальника нациста Гамсуна».
20 липня 2009 року норвезька голова МАПЖГ опублікувала заяву, в якій відкинула звинувачення на свою адресу та пообіцяла продовжувати зусилля МАПЖГ у боротьбі з антисемітизмом і просуванні освіти про Голокост.
У статті для ізраїльської газети The Jerusalem Post Єгуда Бауер захистив норвежське головування. Бауер підкреслив прихильність Норвегії освіті Голокосту, а також визнаючи постійну присутність антисемітизму в Норвегії та в інших країнах:
|               | Аргументи проти Норвегії були б більш надійними, якби норвежці не визнавали, що в Норвегії існує антисемітизм, що вони ігнорували або хотіли поховати пронацистську позицію Гамсуна або що вони будь-яким чином перешкоджали роботі IHRA у боротьбі з антисемітизмом. Мало того, що нічого з цього не відповідає дійсності, але саме голова Норвегії до того, як вибухнула ця суперечка, наполягав на включенні боротьби з антисемітизмом як центрального компонента в найближчу майбутню програму МАПЖГ — пропозиція була прийнята акламацією. |
| — Єгуда Бауер | |

### МАПЖГ та Святий Престол
У 2009 році МАПЖГ запропонувала Ватикану укласти «спеціальну угоду» з МАПЖГ. Заступник державного секретаря Святого Престолу монсеньйор П’єтро Паролін відповів схвально, запропонувавши, щоб Ватикан став спостерігачем МАПЖГ. Почалися переговори, але через кілька місяців пропозицію відхилили. 21 грудня 2010 року газета The Guardian опублікувала статтю на основі дипломатичних телеграм США, опублікованих WikiLeaks, про провал переговорів. У статті повідомлялося, що Святий Престол відмовився від письмової угоди про приєднання до МАПЖГ (тоді ITF). У витоку телеграм було заявлено, що «високоповажного Пароліна» було підвищено і замінено монс. Етторе Балестреро.
|  | Дивуючи ITF, Балестреро також запросив представника Ватиканських архівів монс. Чеппіна та головного учасника переговорів Святого Престолу щодо довго відкладеної Фундаментальної угоди між Ватиканом та Ізраїлем, отця Девіда Джегера. |

Балестреро, Чаппін і Єгер, які зустрілися з представниками МАПЖГ, «виявили значний дискомфорт через ідею статусу спостерігача ITF (МАПЖГ). Представники МАПЖГ — посол Австрії Фердинанд Трауттсмандорф, професор США Стівен Кац із Центру Елі Візеля в Бостонському університеті та Діна Порат, науковий радник ITF — «висловили значне розчарування несподіваною невдачею», повідомляється в телеграмі. Телеграма критикувала нову команду зовнішніх зв’язків Ватикану, яка змінилася після того, як було укладено початкову угоду про приєднання до МАПЖГ. У жовтні 2009 року Джульєта Валлс Нойес, другий керівник американського посольства при Святому Престолі, повідомила, що плани «повністю розвалилися... через відмову Ватикану».
За словами Нойєса, це може свідчити про те, що Ватикан «може... відступити через побоювання щодо тиску ITF щодо розсекречення записів часів Другої світової війни понтифікату Папи Пія XII». За винятком двох заяв, зроблених про початок злочинів у Польщі, Папа Пій XII довгий час був суперечливою фігурою через свою неспроможність публічно засудити Голокост.
З 16 по 17 лютого 2017 року МАПЖГ у співпраці зі Святим Престолом провела конференцію під назвою «Політика щодо біженців з 1933 року до сьогодні: виклики та відповідальність» для державних політиків з Європи, Північної Америки та Близького Сходу, представників ЗМІ та представників НУО та організації громадянського суспільства в Палаццо делла Канчеллерія в Римі. Серед доповідачів від Святого Престолу були архієпископ Пол Річард Галлагер, Секретар у справах відносин з державами Державного Секретаріату Святого Престолу, Його Високоповажність Монс. Сільвано Марія Томазі, Секретар-Делегат Дикастерії сприяння інтегральному людському розвитку, і д-р Йохан Ікс, голова Історичного архіву, Секція відносин з державами Державного секретаріату.
2 березня 2020 року Святий Престол офіційно відкрив Ватиканський Апостольський Архів, який охоплює матеріали періоду правління Пія XII (1939-1958). Відзначаючи зміну політики Ватикану, голова МАПЖГ, посол Жорж Сантер, сказав: «Доступ до архівів є ключовим аспектом пам’яті про Голокост і безпосередньо сприяє збереженню історичних записів. Ми всі поділяємо відповідальність пролити світло на все ще затемнені тіні Голокосту та Другої світової війни, і ми дуже цінуємо конструктивні розмови, які ми мали в минулому з кардиналом Державним секретарем П’єтро Пароліном і Секретарем у справах відносин з державами, Архієпископ Пол Річард Галлагер.

## Подальше читання
- «Права палестинців і визначення антисемітизму МАПЖГ», The Guardian, 29 листопада 2020 р.